# جيفري نتوكا
جيفري نتوكا (بالإنجليزية: Jeffrey Ntuka)‏ (10 مايو 1985 في جنوب أفريقيا - 21 يناير 2012 في جنوب أفريقيا) هو لاعب كرة قدم جنوب أفريقي في مركز الدفاع. شارك مع منتخب جنوب أفريقيا لكرة القدم. أما مع النوادي، فقد لعب مع تشيلسي وسوبر سبورت يونايتد ونادي فيسترلو ونادي كايزر تشيفز.

## روابط خارجية
- جيفري نتوكا على موقع قاعدة بيانات كرة القدم.إي يو (الإنجليزية)
- جيفري نتوكا على موقع ناشيونال فوتبول تيمز (الإنجليزية)